# Polyommatus caeruleus
Polyommatus caeruleus is een vlinder uit de familie van de Lycaenidae. De wetenschappelijke naam van de soort is voor het eerst gepubliceerd in 1871 door Otto Staudinger.
De soort komt voor in Iran.